# ماووشوو (استان اشوی‌داشکسیه)
ماووشوو (به لهستانی: Małoszów) یک منطقهٔ مسکونی در لهستان است که در گمینا سکالبمیژ واقع شده‌است.